# Auriglobus nefastus
Auriglobus nefastus е вид лъчеперка от семейство Tetraodontidae. Видът не е застрашен от изчезване.

## Разпространение
Разпространен е във Виетнам, Индонезия, Камбоджа, Лаос, Малайзия и Тайланд.

## Описание
На дължина достигат до 13 cm.